# Фернандес, Майя
Майя Алехандра Фернандес Альенде (исп. Maya Alejandra Fernández Allende; род. 27 сентября 1971, Сантьяго) — чилийский государственный и политический деятель. Член Социалистической партии Чили, занимает должность министра обороны Чили с 11 марта 2022 года. С марта 2018 года является депутатом, представляя 10-й округ Столичного региона. Председательствовала в Палате депутатов с марта 2018 года по март 2019 года.

## Ранний период жизни и образование
Родилась в Чили в семье кубинского дипломата Луиса Фернандеса Онья и Беатрис Альенде Бусси, является внучкой бывшего чилийского президента Сальвадора Альенде. Её семье пришлось эмигрировать на Кубу после военного переворота 11 сентября 1973 года, когда был свергнут Сальвадор Альенде. Вернулась в Чили с окончанием диктатуры в 1990 году, обосновавшись на постоянной основе в 1992 году. В том же году начала изучать биологию в Чилийском университете. Впоследствии также изучала ветеринарную медицину в том же университете и получила степень бакалавра наук по обоим специальностям.

## Политическая карьера
В 1992 году вступила в Социалистическую партию Чили. На муниципальных выборах 2008 года была избрана советником коммуны Нюньоа, где работала до 2012 года. Во время президентства Мишель Бачелет с 2006 по 2012 год работала в министерстве иностранных дел. На муниципальных выборах 2012 года баллотировалась на должность мэра Нюньоа от Социалистической партии по списку Коалиции партий за демократию. Фаворитом на выборах был Педро Сабат, который занимал должность мэра Нюньоа в течение последних 16 лет. Она предварительно одержала победу на выборах с небольшим перевесом в двадцать голосов, результаты были обжалованы Сабатом, который вышел победителем после пересчета голосов, получив преимущество в тридцать голосов.

### Член парламента
На парламентских выборах 2013 года баллотировалась на должность депутата от 21-го округа, который включает коммуны Нюньоа и Провиденсия из столичных коммун Сантьяго. С 11 марта 2014 года по 11 марта 2018 года представляла 21-й округ от Социалистической партии в Палате депутатов. На парламентских выборах 2017 года была переизбрана депутатом, от недавно созданного 10-го округа Столичного региона. 11 марта 2018 года стала председателем Палаты депутатов и покинула эту должность в марте 2019 года.

### Министр обороны
С марта 2022 года занимает должность министра обороны в кабинете президента Габриэля Борича. Ссылаясь на опыт военного переворота, в результате которого был убит её дед и бывший президент Чили, считает, что роль вооружённых сил заключается в защите государства, а не в том, чтобы вмешиваться во внутренние дела.

## Личная жизнь
Является дочерью кубинского дипломата и члена Коммунистической партии Кубы Луиса Фернандеса Онья и хирурга Беатрис Альенде Бусси, а также младшей внучкой бывшего президента Сальвадора Альенде. Также является племянницей сенатора Исабель Альенде. Добровольный пожарный Нюньоа. Замужем за Томасом Монсальве Эганья, имеет двоих детей.